# Captain America: The Winter Soldier (banda sonora)
Captain America: The Winter Sodlier (Original Motion Picture Soundtrack) es la banda sonora de la película de Marvel Studios Captain America: The Winter Soldier compuesta por Henry Jackman. Hollywood Records lanzó el álbum el 1 de abril de 2014.

## Antecedentes
En junio de 2013, Henry Jackman oficialmente anunció que sería el compositor de Captain America: The Winter Soldier. Luego de pasar alrededor de seis meses escribiendo música para la película, Jackman grabó el álbum en los Air Studios en Londres durante fines de 2013. Sobre la banda sonora, Jackman dijo, "es 50% producción y todos los trucos que he aprendido de pasar años en la industria discográfica, pero también tiene la inyección de música sinfónica, temática y heroica que se fusiona en una pieza musical y con suerte coherente."
Mientras que el principio de la película contiene temas de Alan Silvestri de Capitán América: el primer vengador, estas pistas no están presentes en el álbum de banda sonora.

## Lista de canciones
Toda la música compuesta por Henry Jackman, excepto que se indique lo contrario. 
| N.º     | Título                                                 | Artista(s)                    | Duración |  |
| 1.      | «Lemurian Star»                                        |                               | 3:06     |  |
| 2.      | «Project Insight»                                      |                               | 1:29     |  |
| 3.      | «The Smithsonian»                                      |                               | 1:36     |  |
| 4.      | «An Old Friend»                                        |                               | 3:05     |  |
| 5.      | «Fury»                                                 |                               | 4:07     |  |
| 6.      | «The Winter Soldier»                                   |                               | 6:24     |  |
| 7.      | «Fallen»                                               |                               | 2:51     |  |
| 8.      | «Alexander Pierce»                                     |                               | 2:58     |  |
| 9.      | «Taking a Stand»                                       |                               | 2:07     |  |
| 10.     | «Frozen in Time»                                       |                               | 3:52     |  |
| 11.     | «Hydra»                                                |                               | 6:46     |  |
| 12.     | «Natasha»                                              |                               | 1:12     |  |
| 13.     | «The Causeway»                                         |                               | 2:41     |  |
| 14.     | «Time to Suit Up»                                      |                               | 2:05     |  |
| 15.     | «Into the Fray»                                        |                               | 6:05     |  |
| 16.     | «Countdown»                                            |                               | 4:26     |  |
| 17.     | «End of the Line»                                      |                               | 2:51     |  |
| 18.     | «Captain America»                                      |                               | 9:41     |  |
| 19.     | «It's Been a Long, Long Time» (Jule Styne, Sammy Cahn) | Harry James and His Orchestra | 3:23     |  |
| 20.     | «Trouble Man» (Gaye)                                   | Marvin Gaye                   | 3:47     |  |
| 1:14:32 |                                                        |                               |          |  |

## Recepción
La banda sonora recibió reseñas abrumadoramente negativas de los críticos, que dirigieron la mayoría de las críticas al uso excesivo de Jackman de sonidos electrónicos y la ausencia de los temas de Alan Silvestri de Captain America: The Winter Soldier.
Jørn Tillnes, escribiendo para Soundtrack Geek, descartó a la banda sonora como "rara", y afirmó que "Lo que quería era la música de Silvestri más rudeza adicional, pero en su lugar recibí rareza. Aun si la música no fuera tan esperada, esto aún me parece una banda sonora extraña y no me gusta mucho." James Southall de Movie Wave dijo que el álbum "empieza mal y procede a volverse mucho peor", y finalmente le dio una calificación de cero estrellas de cinco. Jonathan Broxton de Movie Music UK la llamó "una de las bandas sonoras más ásperas, sin tema y emocionalmente estéril que he tenido la desgracia de escuchar en varios años. Las palabras 'cliché' y 'genérica' podrían haberse inventada especialmente para esta música, que toma todos los peores aspectos de la música cinematográfica moderna y los amplifica cien veces, deleitándose en su falta de ideas musicales coherentes, identidades individuales e inventiva musical."
La banda sonora recibió muchas críticas por su semejanza a la obra del compositor Hans Zimmer, de lo que Broxton dijo, "El tema de Jackman es tan mediocre que podría ser de cualquier película de superhéroes o acción de los últimos veinte años, y los ritmos de acción y patrones de percusión que Jackman emplea suenan como todos los otros ritmos de acciones y patrones de percusión que Hans Zimmer ha usado por toda la década pasada." Southwall se preguntó "Cuándo los cineastas se pondrán los pantalones y rechazarán este tipo de enfoque hacia sus películas; cuándo dirán que no gracias, no queremos que suenes como un imitador de cuarta de Hans Zimmer, queremos que suenes como tú."
Callum Hofler de Entertainment Junkie le dio a la banda sonora una reseña negativa, y afirmó que "A pesar de los gloriosos auges de esta banda sonora, Captain America: The Winter Soldier ofrece música terrible e implacable, que no merece nada de tu tiempo ni, más importante, tu dinero." Le dio una calificación de 4,2 de 10.

### Listas
| Lista (2014)                               | Máxima posición |
| ------------------------------------------ | --------------- |
| Estados Unidos (Billboard Top Soundtracks) | 13              |